# C/2009 K12 (SOHO)
C/2009 K12 (SOHO) – kometa nieokresowa, pochodząca najprawdopodobniej spoza granic Układu Słonecznego.

## Odkrycie
Kometa została odkryta 30 maja 2009 roku w ramach projektu SOHO przez Michała Kusiaka (Polska).

## Orbita komety
Orbita komety C/2009 K12 (SOHO) ma kształt hiperboli o mimośrodzie 1,0. Jej peryhelium znalazło się w odległości 0,051 j.a., jej nachylenie do ekliptyki to wartość 142,8˚.
Kometa ta należy do grupy komet muskających Słońce.